# Bogdan Radosavljević
Bogdan Radosavljević (Jagodina, 11 de julho de 1993) é um basquetebolista profissional alemão que atualmente joga pelo Hamburg Towers. O atleta tem 2,13m de altura e atua na posição pivô.